# Символи президентської влади Російської Федерації

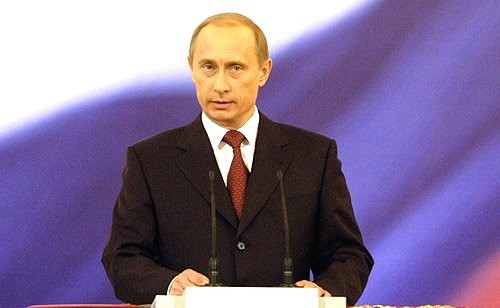
Володимир Путін поруч із символами президентської влади на інавгурації 2004 року

Відповідно до Указу Президента Російської Федерації від 5 серпня 1996 року символами президентської влади є Штандарт (прапор) Президента Росії, Знак Президента Росії та спеціальний екземпляр Конституції Російської Федерації.

## Штандарт Президента Росії

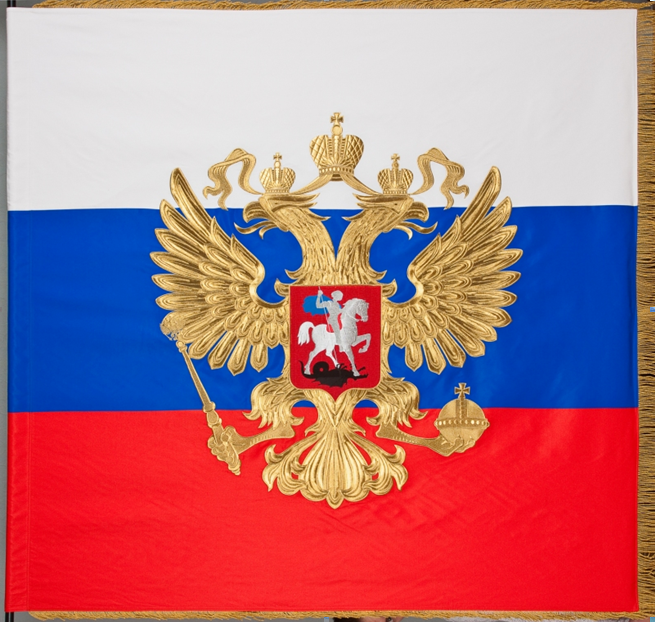
Штандарт Президента Росії

Штандартом (прапор) Президента Росії — квадратне полотнище з трьох рівновеликих горизонтальних смуг: верхньою — білого, середньою — синього і ніжньою — червоного кольорів (кольори Державного прапора Росії). У центрі — золоте зображення Державного герба Росії. Полотнище облямоване золотою бахромою. На древко Штандарту кріпиться срібна скоба з вигравиним прізвищем, ім'ям та по батькові Президента Росії і датами його перебування на цій посаді. Древко Штандарту увінчане металевим навершшям у вигляді списа. Після проголошення присяги Президентом Росії Штандарт Президента Росії встановлюється в його робочому кабінеті, а дублікат Штандарту піднімається над резиденцією Президента в Московському Кремлі.

## Знак Президента Росії

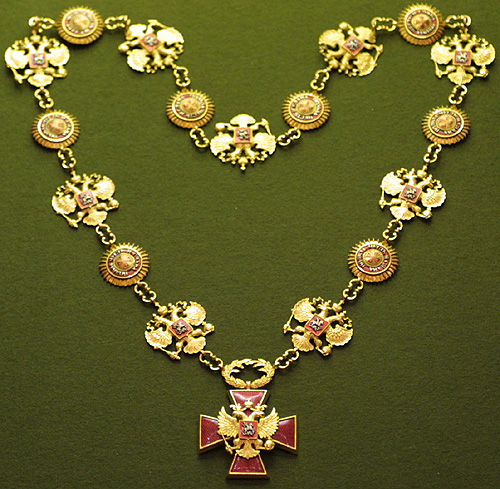
Знак Президента Росії

Знак Президента Росії — один із символів президентської влади, складається із знаку та ланцюга знаку.
Знак із золота є рівнокінцевим хрестом з кінцями, що розширюються, з лицьового боку покритий рубіновою емаллю. Відстань між кінцями хреста — 60 мм. На кінцях хреста — вузький опуклий рант. На лицьовій стороні хреста в центрі — накладне зображення Державного герба Росії.
На оборотній стороні хреста посередині — круглий медальйон, по кола якого — девіз: «Польза, честь и слава» («Користь, честь і слава»). В центрі медальйона — рік виготовлення — 1994. У нижній частині медальйона — зображення лаврових гілок. Знак за допомогою вінка з лаврових гілок з'єднується з ланцюгом знаку.
Ланцюг знаку із золота, срібло і емалі складається з 17 ланок, 9 з яких — у вигляді зображення Державного герба Росії, 8 — у вигляді круглих розеток з девізом: «Польза, честь и слава» («Користь, честь і слава»). На оборотній стороні ланок ланцюга знаку поміщаються накладки, покриті білою емаллю, на яких золотими літерами вигравірувано прізвище, ім'я, по батькові кожного Президента Росії і рік його вступу до посади.
Указом Президента Російської Федерації встановлено, що при вступі новообраного Президента Росії на посаду Знак Президента Росії покладається на Президента Росії як Голову держави на період його повноважень Головою Ради Федерації Федеральних Зборів Російської Федерації.
Після виголошення присяги Президентом Росії Знак Президента Росії зберігається в резиденції Президента в Московському Кремлі. Використання Знаку Президента Росії визначається нормами Державного протоколу.

## Спеціальний екземпляр Конституції Росії
Указом Президента Російської Федерації від 5 серпня 1996 року встановлено, що спеціально виготовлений єдиний екземпляр офіційного тексту Конституції Росії є офіційним символом президентської влади. При вступі новообраного Президента Росії на посади Президент Росії приносить присягу на спеціальному екземплярі тексту Конституції. Спеціальний екземпляр тексту Конституції Росії разом з Штандартом (прапором) Президента Росії і Знаком Президента Росії передається новообраному Президентові Росії під час процедури вступу на посади Президента Росії після проголошення ним присяги на цьому екземплярі тексту Конституції.

## Джерело
Офіційний сайт Президента Російської Федерації